# Rosalind Picardová
Rosalind Wright Picardová (nepřechýleně Picard; * 17. května 1962) je americká vědkyně, vynálezkyně, profesorka mediálního umění a vědy na MIT, a také ředitelka a zakladatelka výzkumné skupiny Affective Computing v MIT Media Lab.
V roce 1997 poprvé vydala knihu Affective Computing, kde popisuje, jak dát počítačům schopnost emoční inteligence a jaké jsou možné výsledky rozpoznávání emocí ze strany robotů. Tato publikace se stala klíčovou pro vznik oboru známého jako affective computing (česky afektivní nebo také emoční výpočetní technika). Její práce v této oblasti přispěla k rozšíření výzkumu autismu a vývoji zařízení, která by mohla lidem trpějícím autismem pomoci rozpoznávat rozdíly v lidských emocích.
Rosalind Picard se také podílela na založení společností Affectiva a Empatica. Empatica produkuje nositelnou elektroniku, která slouží k prevenci úmrtí příčinou epileptického záchvatu a Affectiva se zabývá umělou inteligencí zaměřující se na detekci lidských emocí a zlepšení zdraví.  Společnost Affectiva byla v roce 2021 odkoupena švédskou společností Smart Eye.

## Vzdělání a akademická práce
V roce 1984 Picard získala bakalářský titul z oboru elektroinženýrství na Georgia Institute of Technology, v roce 1986 magisterský titul z elektroinženýrství a počítačových věd na MIT a v roce 1991 obdržela z týchž oborů také doktorský titul. Od roku 1991 je členkou výzkumné laboratoře MIT Media Lab a v roce 2005 byla jmenována profesorkou mediálního umění a vědy.

## Výzkumy
Rosalind Picard je autorkou nebo spoluautorkou na více než 350 recenzovaných vědeckých článků. Tyto články se zabývají afektivní výpočetní technikou, umělou inteligencí a digitálním zdravím.

### Výzkum autismu
Děti s poruchami autistického spektra často mají problémy s rozpoznáváním emočních stavů lidí kolem sebe, například s odlišením šťastné tváře od tváře vyjadřující strach. Tým z MIT Meedia Lab vyvinuli typ personalizovaného strojového učení. Terapeuti používají tyto roboty, které ukazují dětem různé emoce, aby je pak následně děti mohly napodobit a reagovat na ně různými způsoby. Podle zprávy zveřejněné 27. června 2018 v časopise Science Robotics, roboti vybavení personalizovanou sítí "hlubokého učení" byli schopni vnímat reakce dětí s autismem s přesností odpovídající hodnocení lidských terapeutů.
„Dlouhodobým cílem není vytvářet roboty, kteří by nahradili lidské terapeuty, ale doplnit je klíčovými informacemi, které terapeuti mohou použít k personalizaci obsahu terapie a také k vytváření více zapojených a přirozenějších interakcí mezi roboty a dětmi s autismem,“ vysvětluje Oggi Rudovic, postdoktorand na Media Lab a první autor studie.
Terapie s pomocí robotů pro děti s autismem obvykle probíhá takto: Terapeut ukazuje dítěti fotografie nebo karty s různými tvářemi představující různé emoce, aby je naučil rozpoznávat projevy jak radosti, tak i smutku nebo strachu atd. Terapeut poté naprogramuje robota, aby ukázal stejné emoce, jenž byly na obrázcích dítěti a pozoruje dítě, jak se zapojuje do interakce s robotem. Této studie se zúčastnilo 35 dětí s autismem, 17 z Japonska a 18 ze Srbska, ve věku od 3 do 13 let. Během 35minutových sezení reagovaly na roboty různými způsoby. Děti chovaly k robotu respekt, jako kdyby to byla skutečná osoba.

### Výzkum emocí
Skupina Affective Computing se zaměřuje na vytváření a hodnocení nových způsobů, jak propojit Emoční AI a další afektivní technologie, aby se zlepšil život lidí. Jejich projekty se zabývají např. hledání nového způsobu, jak předcházet a předpovídat depresi.
Pomocí kamerových senzorů se můžou v reálném čase analyzovat výrazy obličeje, gesta a držení těla a s informacemi o kontextu a prostředí tak získat vhled do reakcí a emocí lidí. Tyto prostředky se využívají například k získávání nefiltrovaných a nezaujatých emocionálních reakcí zákazníků a publika na značkový a zábavní obsah (jako jsou videoreklamy, filmy a televizní programy). Díky tomu mohly značky zlepšit svůj obsah. Dnes se Emotion AI používá v řadě různých aplikací: v automobilovém průmyslu, robotice, zdravotnictví, výzkumu lidského chování a dalších.
Firma Affectiva, jenž byla založena vědkyněmi Dr. Rana el Kaliouby a Dr. Rosalind Picard a která se tímto zabývá, předpokládá, že jednoho dne bude Emotion AI všudypřítomná.

## Ocenění
Za svůj výzkum a vynálezy získala Rosalind Picard mnoho uznání a ocenění. Mezi nejvýznamnější patří jmenování členkou IEEE v roce 2005 za přispění k analýze obrazu a videa a emoční výpočetní techniky. V roce 2019 byla zvolena členkou National Academy of Engineering za její příspěvek do emoční výpočetní techniky a nositelné elektroniky. V roce 2021 byla jmenována členkou ACM za přínos ke snímání fyziologických signálů pro individuální zdraví a pohodu a v témže roce byla také zvolena členkou National Academy of Inventors. V roce 2022 obržela mezinárodní cenu Lombardia è Ricerca za výzkum v počítačové vědě, která obnáší cenu 1 milion eur, jež Picard věnovala na podporu výzkumu v oblasti zdravotnictví.

## Patenty
Mezi její patenty patří:
- Metody a systémy pro neinvazivní předpovídání, detekci a monitorování virových infekcí
- Metody a přístroje pro fyziologické měření pomocí barevného pásmového fotopletysmografického senzoru
- Metody a přístroje pro hodnocení deprese
- Metody a přístroje pro konverzačního kouče
- Metody a přístroje pro měření fyziologických parametrů
- Metody a přístroje pro odhad fyziologických parametrů
- Metody a přístroje pro hodnocení atypické mozkové aktivity
- Metody a přístroje pro monitorování pacientů a podávání terapeutických podnětů
- Multimodální afektivně-kognitivní hodnocení produktu
- Systém a metoda pro stanovení úrovně vytížení řidiče[18]